# Panicum palauense
Panicum palauense är en gräsart som beskrevs av Jisaburo Ohwi. Panicum palauense ingår i släktet vipphirser, och familjen gräs. Inga underarter finns listade i Catalogue of Life.